# Oligosita pulchra
Oligosita pulchra är en stekelart som beskrevs av Girault 1912. Oligosita pulchra ingår i släktet Oligosita och familjen hårstrimsteklar. Inga underarter finns listade i Catalogue of Life.